# La Mesa (Kalifornia)
La Mesa város az USA Kalifornia államában, San Diego megyében. Lakosainak száma 61 121 fő (2020. április 1.).

## Népesség
A település népességének változása:

| 2010 | 57 065 |
| 2020 | 61 121 |